# Życia weteran
Życia weteran – ósmy album studyjny polskiego rapera Bonusa RPK. Wydawnictwo ukazało się 26 kwietnia 2024 nakładem wytwórni muzycznej Ciemna Strefa w dystrybucji Step Hurt.
Album jest utrzymany w stylu muzyki hip-hop. Składa się z wersji standardowej (1 CD).
Płyta dotarła do 1. miejsca polskiej listy sprzedaży – OLiS. Wydawnictwo uzyskało status złotej płyty, przekraczając liczbę 15 tysięcy sprzedanych kopii.

## Lista utworów
Opracowano na podstawie materiału źródłowego.
| Życia weteran – Wersja standardowa | Życia weteran – Wersja standardowa                  | Życia weteran – Wersja standardowa |
| Nr                                 | Tytuł utworu                                        | Długość                            |
| ---------------------------------- | --------------------------------------------------- | ---------------------------------- |
| 1.                                 | „Życia weteran”                                     | 2:39                               |
| 2.                                 | „Jzwwzj”                                            | 2:51                               |
| 3.                                 | „Anty-system”                                       | 3:16                               |
| 4.                                 | „Sala widzeń”                                       | 2:54                               |
| 5.                                 | „Trzech muszkieterów”                               | 2:29                               |
| 6.                                 | „Nie chcę brać udziału”                             | 3:10                               |
| 7.                                 | „Kalkulator” (oraz Paluch)                          | 3:07                               |
| 8.                                 | „Chorągiewa”                                        | 2:08                               |
| 9.                                 | „Lampka kontrolna”                                  | 2:37                               |
| 10.                                | „Trutka”                                            | 3:27                               |
| 11.                                | „Uważaj dziewczyno”                                 | 2:56                               |
| 12.                                | „Hammurabi”                                         | 2:30                               |
| 13.                                | „Liga mistrzów” (oraz ReTo, Kizo, Oskar83, Dj Taek) | 3:18                               |
|                                    |                                                     | 37:22                              |

## Pozycja na liście sprzedaży

### Pozycja na liście tygodniowej
| Kraj   | Lista (2024)  | Najwyższa pozycja |
| ------ | ------------- | ----------------- |
| Polska | OLiS – albumy | 1                 |

## Certyfikaty
| Kraj          | Certyfikat  | Sprzedaż |
| ------------- | ----------- | -------- |
| Polska (ZPAV) | złota płyta | 15 000+  |